# Nocario
Nocario (korsisch Nucariu) ist eine Gemeinde in der Castagniccia auf der französischen Mittelmeerinsel Korsika. Die Bewohner nennen sich Nocariais oder Nucarinchi.

## Geografie, Infrastruktur
In Nocario endet die Route nationale 845. Das Siedlungsgebiet befindet sich auf ungefähr 600 Metern über dem Meeresspiegel und besteht aus den Dörfern Nocario, Erbaggio, Celle und Pietricaggio. Nachbargemeinden sind Croce im Nordwesten und Norden, Polveroso im Norden und Nordosten, Verdèse im Osten, Piedicroce im Südosten und Süden, Campana im Süden, San-Lorenzo im Südwesten sowie Saliceto im Westen und Nordwesten.
Der höchsten Punkt in der Gemeinde ist der 1767 m hohe Monte San Petrone.

## Bevölkerungsentwicklung
| Jahr      | 1962 | 1968 | 1975 | 1982 | 1990 | 1999 | 2008 | 2012 |
| --------- | ---- | ---- | ---- | ---- | ---- | ---- | ---- | ---- |
| Einwohner | 110  | 90   | 70   | 41   | 33   | 42   | 56   | 60   |

## Sehenswürdigkeiten
- Kapelle San Cristofaro auf 783 Metern über dem Meeresspiegel nahe der Grenze zu Polveroso
- Kapelle Saint-Pancrace auf 560 m
- Kapelle der Familie Battesti aus dem 19. Jahrhundert
- 13 Häuser der Familien Battesti und Angeli, frühestens im 15. und spätestens im 20. Jahrhundert erbaut
- Kirche Saint-Michel
- Kirche Saint-Jean-Baptiste
- Kapellen Saint-Martin und Sainte-Barbe

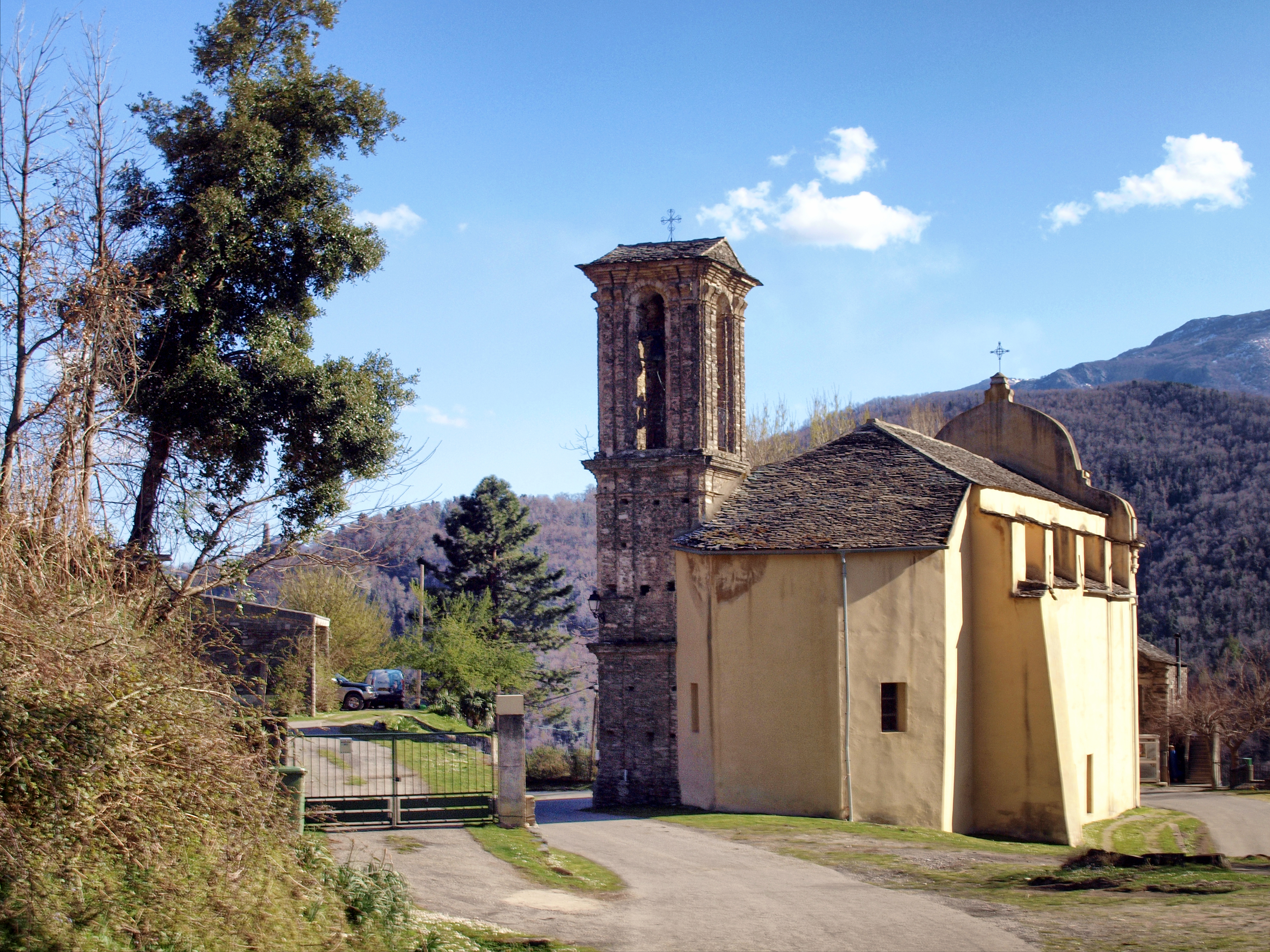
Kirche Saint-Michel